# ژابی ایرورتا
ژابی ایرورتا (انگلیسی: Xabi Irureta؛ زادهٔ ۲۱ مارس ۱۹۸۶) بازیکن فوتبال اهل اسپانیا است که در پست دروازه‌بان برای لا یونیون اتلتیکو بازی می‌کند.
وی همچنین در تیم ملی فوتبال باسک بازی کرده‌است.